# Château de Takatō
Le château de Takatō (高遠城, Takatō-jō) était un château japonais situé à Ina dans la préfecture de Nagano. Il est aussi appelé château de Kabuto (兜山城, Kabuto-jō). Il n'en reste à présent que quelques vestiges.

## Histoire
La date de construction initiale du château de Takatō est inconnue, mais il y avait à l'origine une fortification contrôlée par le clan Takatō, vasal du clan Suwa qui dominait la région depuis l'époque de Kamakura.
En 1545, les forces de Takeda Shingen assiègent et prennent le château à Takatō Yoritsugu. Sous la domination du clan Takeda, le château est entièrement reconstruit selon un plan développé par son stratège militaire, Yamamoto Kansuke. Shingen attribue le château à son serviteur, Akiyama Nobutomo et plus tard à son fils, Takeda Katsuyori. Shingen utilise le château pour lancer son invasion de la province de Mino, ce qui le met en conflit avec Oda Nobunaga, et c'est également depuis le château de Takatō qu'il commence sa dernière campagne en 1572 vers Kyoto. Après la mort de Shingen, le château est confié à Nishina Morinobu, le frère cadet de Takeda Katsuyori. Le château tombe aux mains d'Oda Nobutada, le fils d'Oda Nobunaga, lors du siège de Takatō en 1582, avec 50 000 soldats contre 3 000 défenseurs du côté du clan Takeda.
Après la fin du clan Takeda, le château est attribué à Mori Hideyori, l'un des généraux de Nobunaga. Cependant, après l'assassinat de Nobunaga lors de l'incident du Honnō-ji, la zone passe sous le contrôle de Tokugawa Ieyasu, qui la confie à Hoshina Masanao. En 1590, le château est confié à Ogasawara Sadayoshi, l'un des généraux de Toyotomi Hideyoshi. Tokugawa Ieyasu le récupère après la bataille de Sekigahara en 1603, et à la suite de l'établissement du shogunat Tokugawa, Takatō devient le centre du domaine de Takatō dirigé par le clan Hoshina. Les Hoshina sont remplacés par le clan Torii de 1636 à 1689, jusqu'à l'attribution du domaine à Naitō Kiyokazu, dont les descendants continuèrent à le diriger jusqu'à la restauration de Meiji.
À la suite de l'abolition du système han en 1871, le château est démantelé et les portes sont données aux temples voisins ou vendues à des propriétaires privés. Le site du château devient le parc des vestiges du château de Takatō (高遠城址公園, Takatōjōshi Kōen), très visité pendant la période de fleuraison des cerisiers.

## Galerie

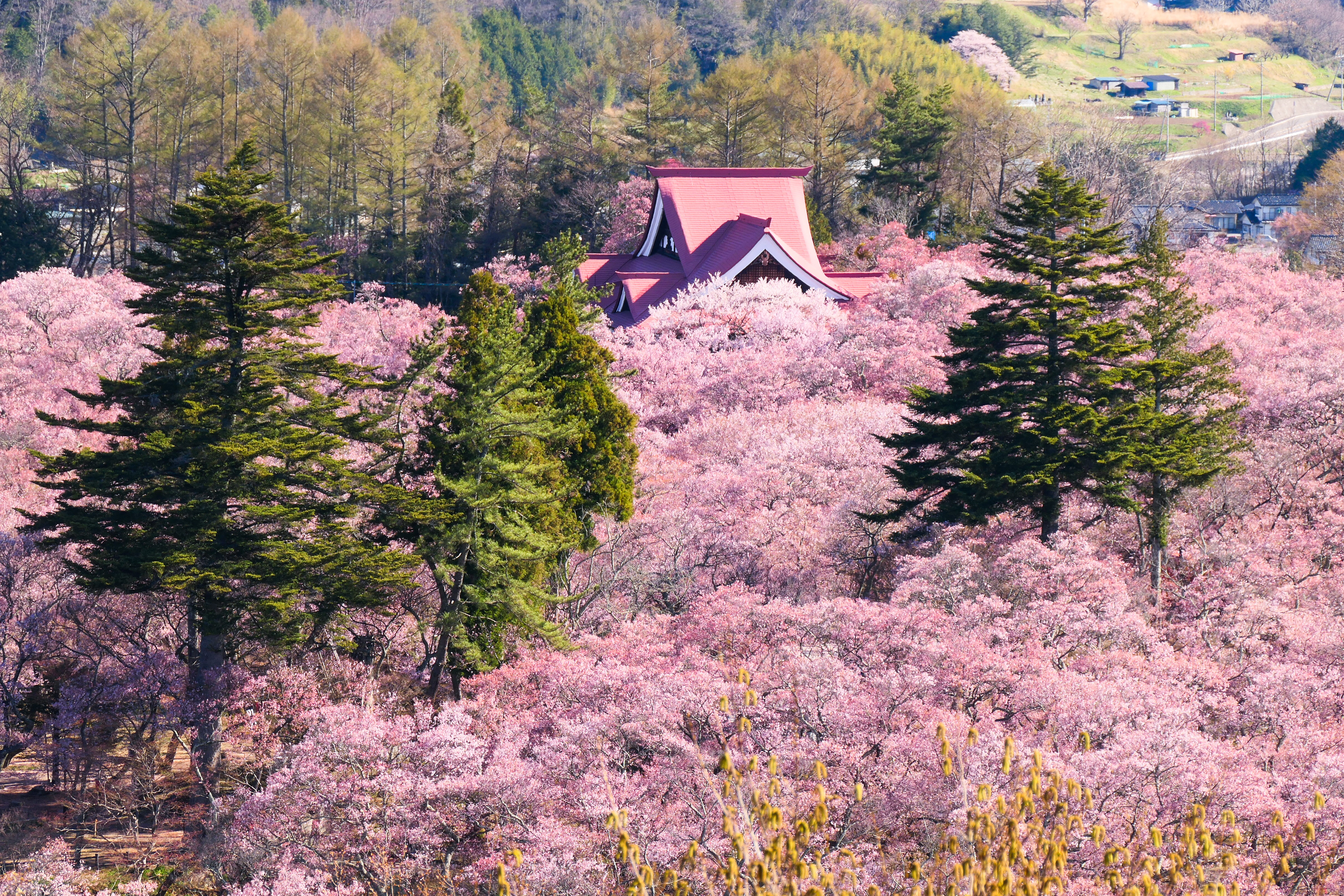
Vue d'ensemble du parc des vestiges du château de Takatō.
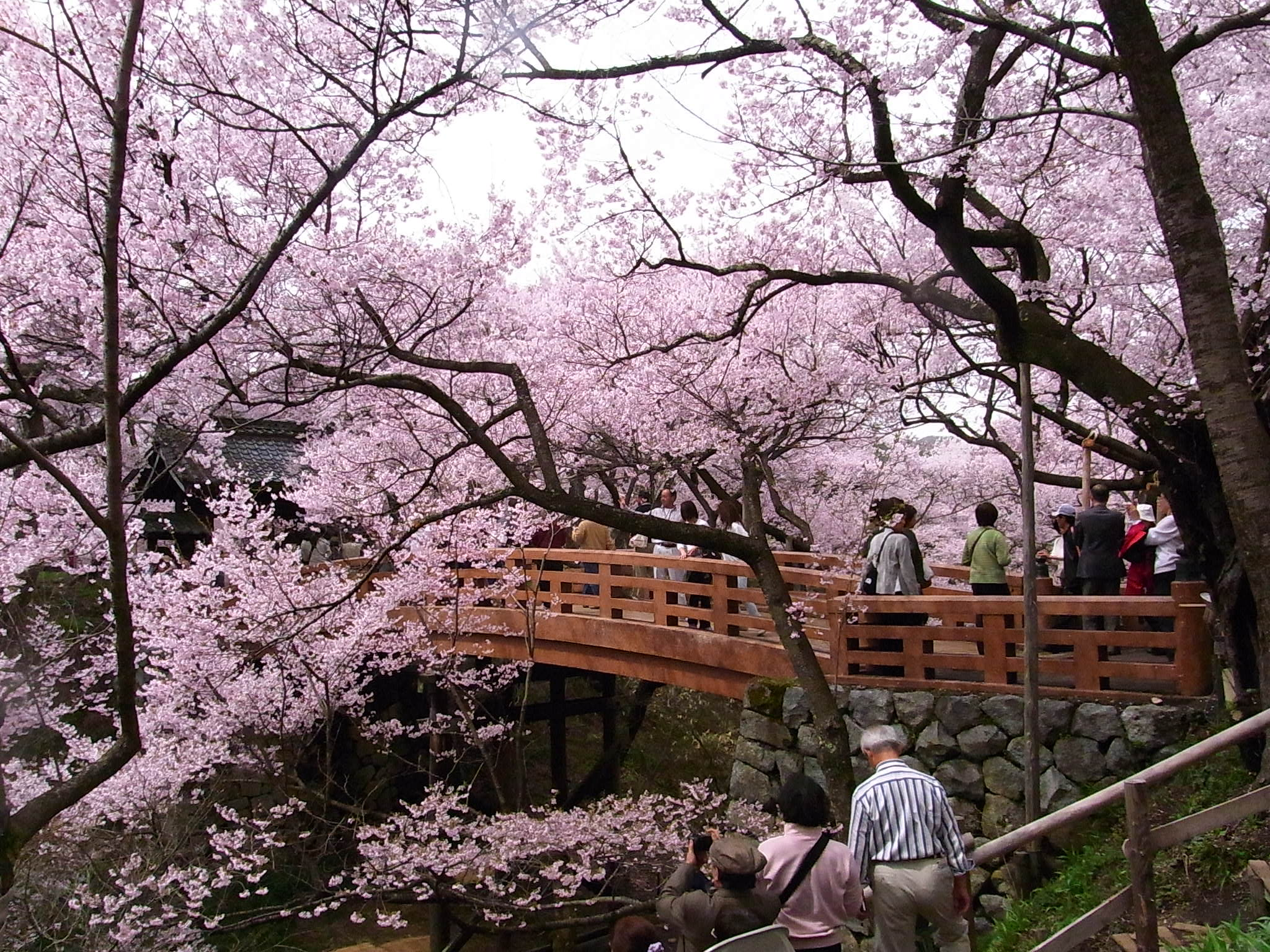
Le parc pendant la floraison des cerisiers.
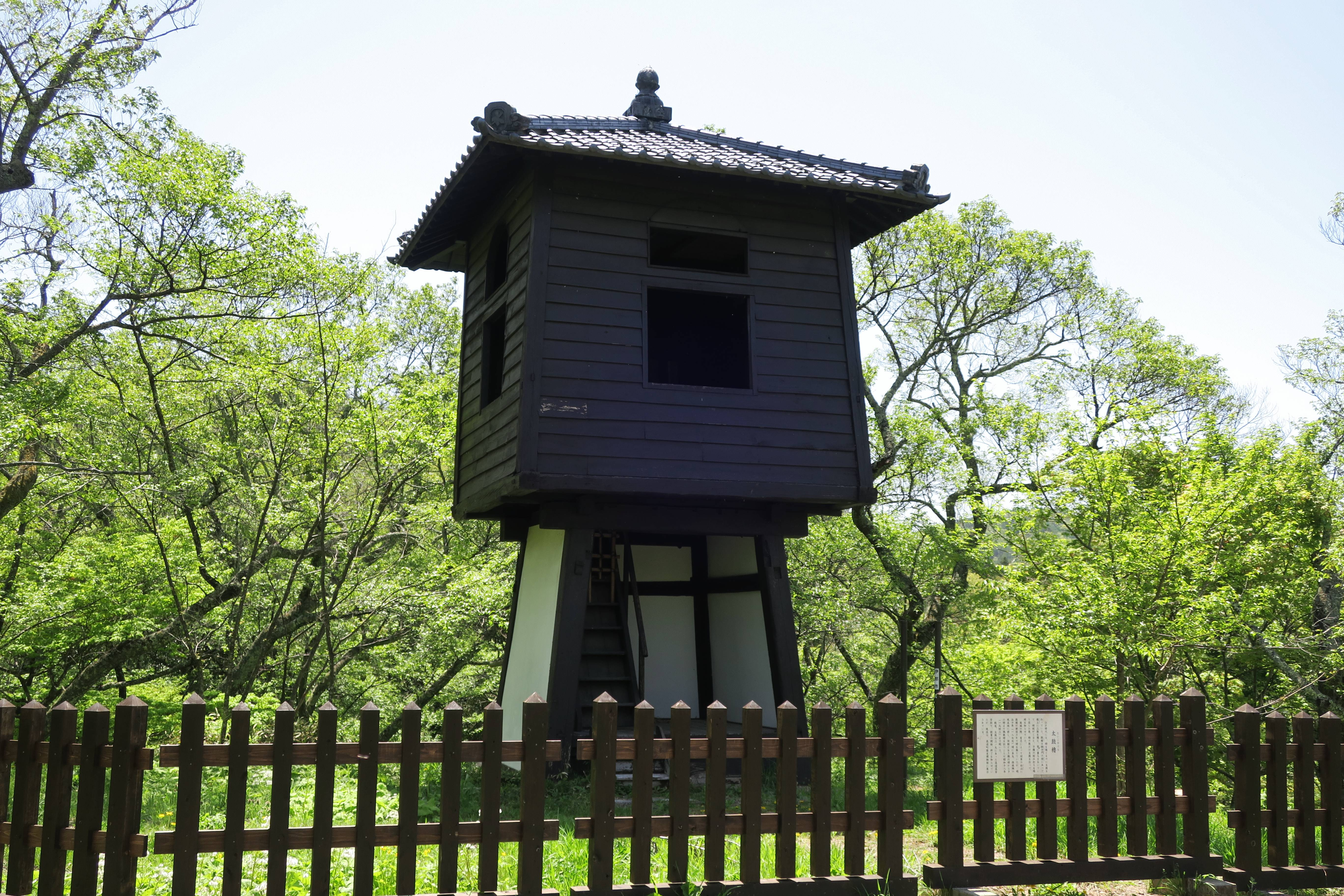
Tour du tambour du château.